# This Is Hardcore (песня)
«This Is Hardcore» — песня британской рок-группы Pulp, изданная вторым синглом с их альбома 1998 года This Is Hardcore. Сингл вышел 16 марта 1998 года и дошёл до 12-го места в британском чарте синглов. В песне использован семпл из «Bolero on the Moon Rocks», исполненной Peter Thomas Sound Orchestra.
Британский журнал New Musical Express включил данную композицию в свой список «500 величайших песен всех времён», разместив её в нём на 254-й позиции.

## Списки песен
CD1 и винил:
1. «This Is Hardcore» (album version)
2. «Ladies' Man»
3. «The Professional»
4. «This Is Hardcore» (End of the Line Mix)

CD2:
1. «This Is Hardcore» (album version)
2. «This Is Hardcore» (4 Hero Remix)
3. «This Is Hardcore» (Swedish Erotica Remix)
4. «This Is Hardcore» (Stock, Hausen and Walkman’s Remix)